# Рауль Гарсія Карнеро
Рауль Гарсія Карнеро (ісп. Raúl García Carnero, нар. 30 квітня 1989, Ла-Корунья) — іспанський футболіст, захисник, фланговий півзахисник клубу «Реал Вальядолід».

## Ігрова кар'єра
Народився 30 квітня 1989 року в місті Ла-Корунья. Вихованець юнацьких команд футбольних клубів «Віторія» і «Депортіво».
У дорослому футболі дебютував 2008 року виступами на умовах оренди за команду «Монтаньєрос», в якій провів один сезон, взявши участь у 27 матчах чемпіонату. 
Згодом з 2009 по 2014 рік грав за «Депортіво», «Мелілью» та «Альмерію».
Своєю грою за останню команду привернув увагу представників тренерського штабу клубу «Алавес», до складу якого приєднався 2014 року. Відіграв за баскський клуб наступні три сезони своєї ігрової кар'єри. Більшість часу, проведеного у складі «Алавеса», був основним гравцем команди.
Протягом 2017—2020 років захищав кольори «Леганеса», «Жирони» та «Хетафе».
До складу клубу «Реал Вальядолід» приєднався на умовах оренди 2020 року.